# Iama (budismo)

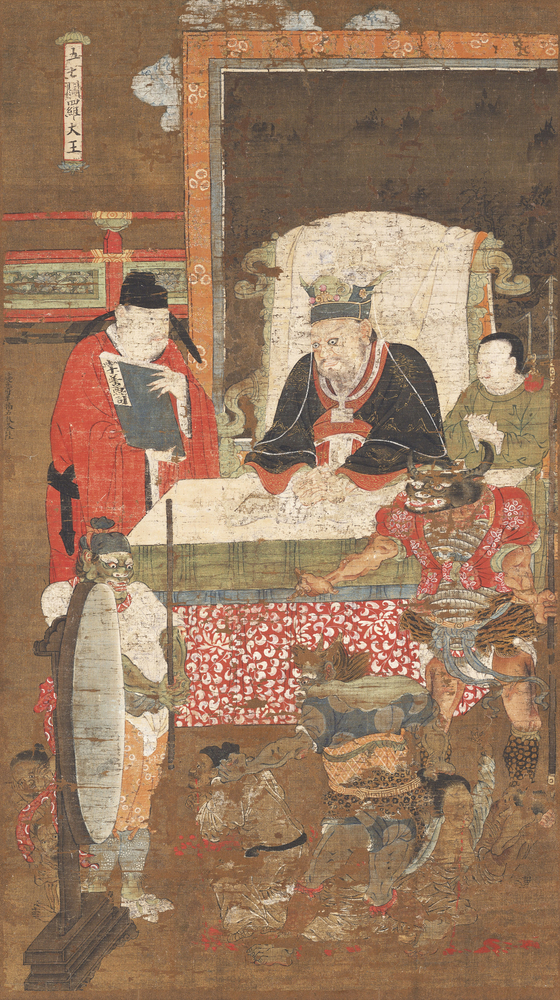
Retrato da dinastia Yuan chinesa do século XIV do rei Iama. Uma de uma série de pinturas dos "Dez Reis do Inferno" de Lu Xinchongue

Iama (em chinês: 閻魔/閻摩; romaniz.: Yánmó (pinyin) ou Yen-mo (Wade-Giles)) ou Rei Ianlo (em chinês: 閻羅王; romaniz.: Yánluó Wáng), na mitologia budista, é o rei do inferno e um darmapala (deus irado) que se diz julgar os mortos e presidir os naracas e o ciclo da vida após a morte samsara.

## Budismo teraveda
No cânone páli, Buda afirma que uma pessoa que maltratou seus pais, ascetas, pessoas santas ou anciãos é levada após sua morte para Iama.[a] Iama, então, pergunta à pessoa ignóbil se já considerou sua própria má conduta à luz do nascimento, deterioração, doença, retribuição mundana e morte. Em resposta às perguntas de Iama, uma pessoa tão ignóbil responde repetidamente que não considerou as consequências cármicas de suas ações repreensíveis e, como resultado, é enviada para um inferno brutal "desde que essa ação maligna não tenha esgotado seu resultado". Na tradição de comentários pális, o comentário do estudioso Budagosa ao Majjhima Nikaya descreve Iama como um vimanapeta (विमानपेत), um "estar em um estado misto", às vezes desfrutando de confortos celestiais e outras vezes punido pelos frutos de seu carma. No entanto, Budagosa considerou seu governo como um rei justo. Os países teravidanos modernos retratam Iama enviando velhice, doenças, punições e outras calamidades entre os humanos como avisos para se comportar bem. Na morte, são convocados perante Iama, que examina seu caráter e os despacha para o renascimento apropriado, seja à terra ou para um dos céus ou infernos. Às vezes, acredita-se que existam dois ou quatro Iamas, cada um presidindo um Inferno distinto.[b]